# Ministerio de Tecnologías de la Información y Comunicaciones
El Ministerio de Tecnologías de la Información y las Comunicaciones (MINTIC) de Colombia es el encargado de la formulación, adopción, y promoción de políticas, planes, programas, proyectos y regulaciones en materia de Tecnologías de la información y la comunicación, incluyendo el sector postal. 
Su sede se encuentra en el Edificio Manuel Murillo Toro, situado en el centro histórico de Bogotá. Fue creado en 2009, en reemplazo del Ministerio de Comunicaciones.

## Historia
En la Colonia, la Corona Española creó el Correo Mayor de las Indias el 14 de mayo de 1514 y le otorgó el cargo a Lorenzo Galíndez de Carvajal; posteriormente se creó la Casa Real de Administración de Correos en 1553.
En 1847, durante el gobierno de Tomás Cipriano de Mosquera, el Estado comenzó realizar la preparación de la construcción del telégrafo eléctrico con la colaboración del Gobierno británico. Durante el mandato de Manuel Murillo Toro, se envió el primer mensaje telegráfico entre Cuatro Esquinas, Mosquera y Bogotá. En 1876, por medio del decreto 160, se reglamentaron las normas para la construcción y preservación de las líneas telegráficas que estaban a cargo de privados. 
Posteriormente, a inicios del siglo XX, el Estado crea la Intendencia de Telégrafos, dependiente del Ministerio de Gobierno, y retoma la administración directa de las líneas telefónicas y telegráficas. En 1913, la empresa Marconi Wireless empezó a ofrecer el servicio de radiotelegrafía en el país con una red con cobertura en doce ciudades.

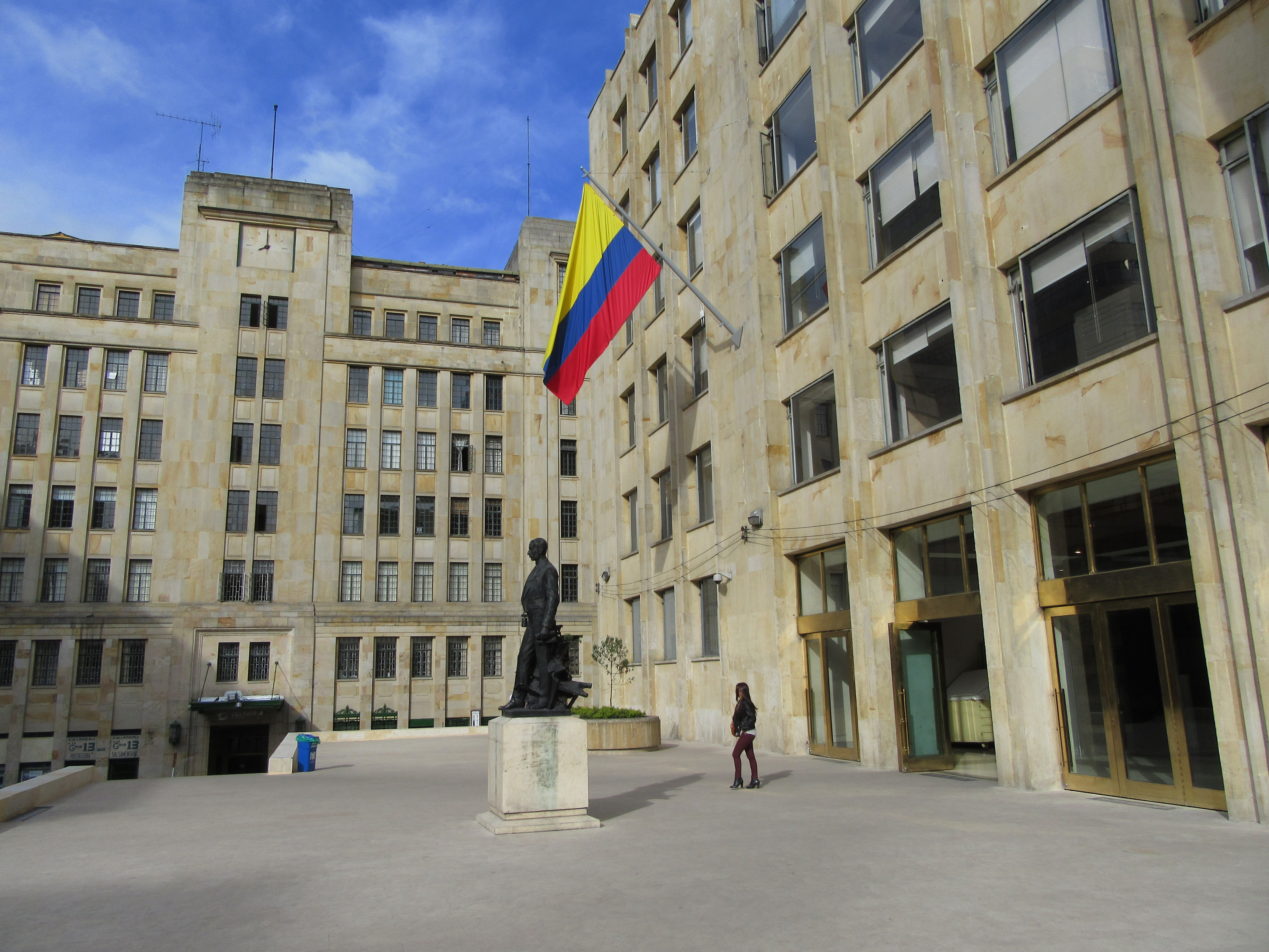
Edificio Manuel Murillo Toro, sede del Ministerio de Tecnologías de la Información y las Comunicaciones.

 En 1919 Marconi Wireless se encargó de la construcción de la estación internacional en Bogotá, obra inaugurada en abril de 1923. Mediante las leyes 85 y 198 de 1926 se ordenó la construcción del Palacio de las Comunicaciones, en la carrera 8 entre calles 12 y 13, tras la orden dada por Eduardo Santos de demoler el Convento de Santo Domingo en 1938. El Palacio fue inaugurado en 1944.
En 1960, se traslada al Edificio de Comunicaciones la estatua de Manuel Murillo Toro, por lo cual el edificio empieza a ser reconocido por el nombre del expresidente.

### Creación del Ministerio de Comunicaciones
En 1953, por medio del decreto 259, el Estado realiza una reestructuración, en la cual el Ministerio de Correos y Telégrafos cambia de nombre a Ministerio de Comunicaciones y obtiene jurisdicción sobre las áreas de Correos, de Telecomunicaciones y Giros. En 1976, el Ministerio atraviesa otra modificación como resultado del surgimiento de las telecomunicaciones y se establece como sector dentro de la rama ejecutiva del poder público.
A mediados del 2009, durante el gobierno de Álvaro Uribe, se sanciona la ley 1341. El Ministerio cambia de nombre a Ministerio de Tecnologías de la Información y las Comunicaciones. Con esta ley se enmarca el desarrollo del sector y se promueve la masificación de las tecnologías de la información y la comunicación.

## Listado de Ministros
La siguiente es la lista de las personas que han ocupado la cartera:
|  | N.° | Ministro                 | Fotografía             | Inicio                   | Final                    | Partido             | Presidente         | Ref.   |
|  | --- | ------------------------ | ---------------------- | ------------------------ | ------------------------ | ------------------- | ------------------ | ------ |
|  | 11  | Julián Molina Gómez      | Julián Molina Gómez    | 1 de marzo de 2025       | Actualidad               | Partido de la U     | Gustavo Petro      | 12     |
|  | 10  | Mauricio Lizcano         | Oscar Mauricio Lizcano | 26 de abril de 2023      | 20 de enero de 2025      | Gente en movimiento | Gustavo Petro      | [ 11 ] |
|  | 9.° | Sandra Urrutia           |                        | 5 de septiembre de 2022  | 26 de abril de 2023      | Partido de la U     | Gustavo Petro      | [ 12 ] |
|  | 8.° | Carmen Ligia Valderrama  |                        | 28 de septiembre de 2021 | 7 de agosto de 2022      | Cambio Radical      | Iván Duque         | [ 13 ] |
|  | -   | Iván Durán Pabón (e)     |                        | 9 de septiembre de 2021  | 28 de septiembre de 2021 | Independiente       | Iván Duque         | [ 14 ] |
|  | 7.° | Karen Abudinen           |                        | 4 de mayo de 2020        | 9 de septiembre de 2021  | Cambio Radical      | Iván Duque         | [ 15 ] |
|  | 6.° | Sylvia Constaín          |                        | 7 de agosto de 2018      | 4 de mayo de 2020        | Centro Democrático  | Iván Duque         | [ 16 ] |
|  | 5.° | Juan Sebastián Rozo      |                        | 25 de abril de 2018      | 7 de agosto de 2018      | Independiente       | Juan Manuel Santos | [ 17 ] |
|  | 4.° | David Luna Sánchez       |                        | 26 de mayo de 2015       | 25 de abril de 2018      | Cambio Radical      | Juan Manuel Santos | [ 18 ] |
|  | 3.° | Diego Molano Vega        |                        | 7 de agosto de 2010      | 26 de mayo de 2015       | Partido Liberal     | Juan Manuel Santos | [ 18 ] |
|  | 2.° | Daniel Enrique Medina    |                        | 18 de febrero de 2010    | 7 de agosto de 2010      | Independiente       | Álvaro Uribe       | [ 18 ] |
|  | 1.° | María del Rosario Guerra |                        | 30 de julio de 2009      | 18 de febrero de 2010    | Centro Democrático  | Álvaro Uribe       | [ 18 ] |